# الكربون المعدل (مسلسل تلفزيوني)
الكربون المعدل (بالإنجليزية : Altered Carbon) هو مسلسل خيال علمي أمريكي من نوعية سايبربانك وهو مبني علي رواية بنفس الاسم للكاتب الإنجليزي ريتشارد مورجان.
تدور أحداث المسلسل في نهاية القرن الرابع والعشرين، حيث أصبح من الممكن تخزين الوعي البشري رقمياُ في جهاز صغير يدعى محفز القشرة الدماغية، يزرع في قاعدة الدماغ لأي جسد ترغب به، مما يجعل الجسد البشري عبارة عن بدلة، يمكن تغييرها في أي وقت طالما أنك تملك المال اللازم. وفي حال عدم تعرض محفزك لأي ضرر فأنت تعيش للأبد. وكلما مات الجسد الذي ترتديه يتم نقل وعيك إلى جسد جديد 
تم عرض الموسم الأول للمسلسل لأول مرة علي شبكة نتفليكس في 2 فبراير 2018 و الموسم الثاني في فبراير 2020

## وصلات خارجية
- الكربون المعدل على موقع IMDb (الإنجليزية)
- الكربون المعدل على موقع ميتاكريتيك (الإنجليزية)
- الكربون المعدل على موقع روتن توميتوز (الإنجليزية)
- الكربون المعدل على موقع نتفليكس (الإنجليزية)
- الكربون المعدل على موقع فيلمافينيتي (الإسبانية)
- الكربون المعدل على موقع كينوبويسك (الروسية)
- الكربون المعدل على موقع ألو سيني (الفرنسية)
- الكربون المعدل على موقع قاعدة بيانات الفيلم (الإنجليزية)

1. ↑  Fernsehserien.de (بالألمانية), QID:Q54871129
2. ↑  ""الكربون المعدل": إنتاج "نتفلكس" الأعلى كلفة!". شاشات Shashat. 17 فبراير 2018. مؤرشف من الأصل في 2020-04-17. اطلع عليه بتاريخ 2020-04-17.